# Генрих VII (император Священной Римской империи)
Генрих VII (нем. Heinrich VII, ок. 1273, Валансьен, Франция — 24 августа 1313, Буонконвенто, близ Сиены, Италия) — граф Люксембурга с 1288 года, король Германии (римский король) с 27 ноября 1308 года, император Священной Римской империи с 29 июня 1312 года, из династии Люксембургов, сын Генриха VI Люксембургского и Беатрисы д’Авен.

## Биография

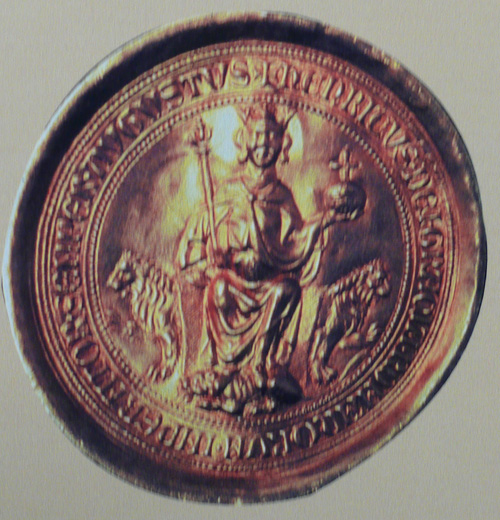
Печать Генриха VII.

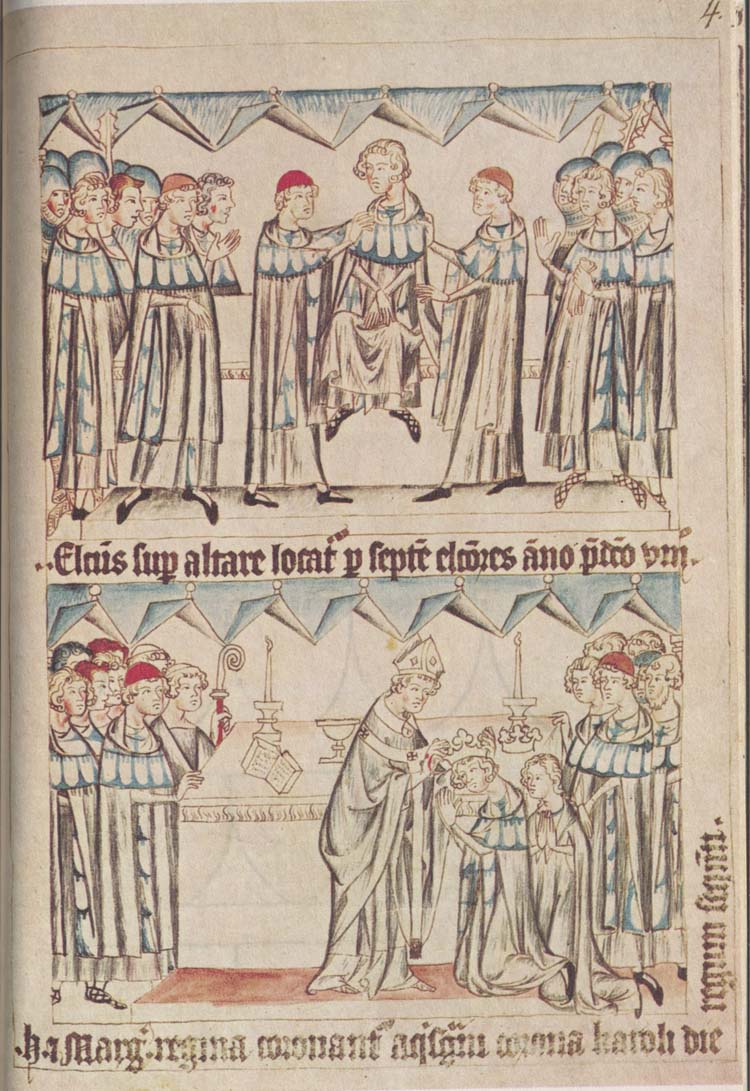
Сверху: Избранный императором посажен семью избирателями на алтарь (1308 г.) Снизу: Генрих и королева Маргарита коронуются короной Карла Великого в День всех святых в 1309 году в Аахене.

Генрих — первый германский император из Люксембургского дома, ведущего своё начало с X века, сын Генриха VI, графа люксембургского, и Беатрисы д’Авен, наследовал отцу в 1288 году. Своим избранием на германский престол в 1308 году Генрих был обязан Филиппу IV Красивому и авиньонской курии. Нидерландец по происхождению, Генрих был воспитан во Франции; Филипп IV посвятил его в рыцари, и Генрих, как его вассал, обещал служить ему в борьбе с англичанами.
Первые меры нового императора — восстановление рейнских таможен и признание независимости трех лесных кантонов Швейцарии (Ури, Швиц и Унтервальден) — обнаружили несочувствие его к габсбургской политике. Елисавета (Элишка), дочь последнего Пржемысла в Чехии — Вацлава II, отдала свою руку сыну Генриха, Иоанну, который и был коронован в Праге королём богемским.
Во все своё царствование Генрих VII был занят мыслью восстановить значение Германской империи в Италии.
В 1310 году во главе 5000 войска Генрих предпринял свой итальянский поход, имеющий важное историческое значение как реакция против Бонифациевой системы - системы, при которой утверждается главенство пап над светскими властителями, система утверждена папой Бонифацием VIII в 1302 году в папской булле «Unam Sanctam», именно эта система привела к вмешательству Карла Валуа под эгидой в папы Бонифация VIII в 1300 году в конфликт белых и черных гвельфов во Флоренции, в результате которого правившие белые гвельфы были свергнуты и полностью изгнаны из Флоренции, включая Данте.[прояснить]. Носитель абстрактной идеи императорства, Генрих VII стоял выше партий и не объявлял себя ни сторонником гвельфов, ни сторонником гибеллинов, чего итальянцы никак не могли понять. Обе партии одинаково его не любили. Он начал с того, что возвратил изгнанников, всё равно, были ли они гвельфы или гибеллины; в Милане он старался примирить делла Торре с Висконти. Двинувшись в Рим, он назначил своим викарием в северной Италии герцога Савойского. С удалением Генриха на юг на севере начались беспорядки, город восставал за городом; в Тоскане только Пиза подчинилась Генриху, Флоренция, Сиена и Лукка ему сопротивлялись. Во Флоренции шла борьба черных и белых гвельфов. Данте убеждал всех склонить голову перед императором; он видел одно спасение для Италии в восстановлении императорства. Впоследствии Данте поместил его (под именем Арриго) на высокое место в «Раю», последней кантике «Божественной комедии».
В 1311 году объявил имперскую опалу графу Вюртемберга Эберхарду I, обернувшуюся имперской войной в Швабии.
29 июня 1312 года Генрих VII был коронован в Латеранском соборе кардиналом Николо да Прато, так как собор Св. Петра, в котором обычно проходило коронование, был, как и многие другие части Рима, под контролем противников Генриха VII. Император тут в свою пользу решил вопрос о том, должен ли император в светских делах зависеть от папы или нет.
Против Генриха восстал Роберт Неаполитанский; его поддерживали папа и французский король. Генрих VII решился ввиду этого соединиться с Федериго Арагонским, королём сицилийским; 26 апреля 1313 года он издал опальную грамоту, в силу которой Роберт лишался всех своих владений, отличий и чести. Во время приготовлений к решительной борьбе с Робертом, Генрих внезапно умер, как говорят — от яда (24 августа 1313 года). По причине страшной жары ближайшие рыцари отсекли голову императора, а тело по древнему германскому обычаю предали медленному огню, пока не остались одни обугленные кости.

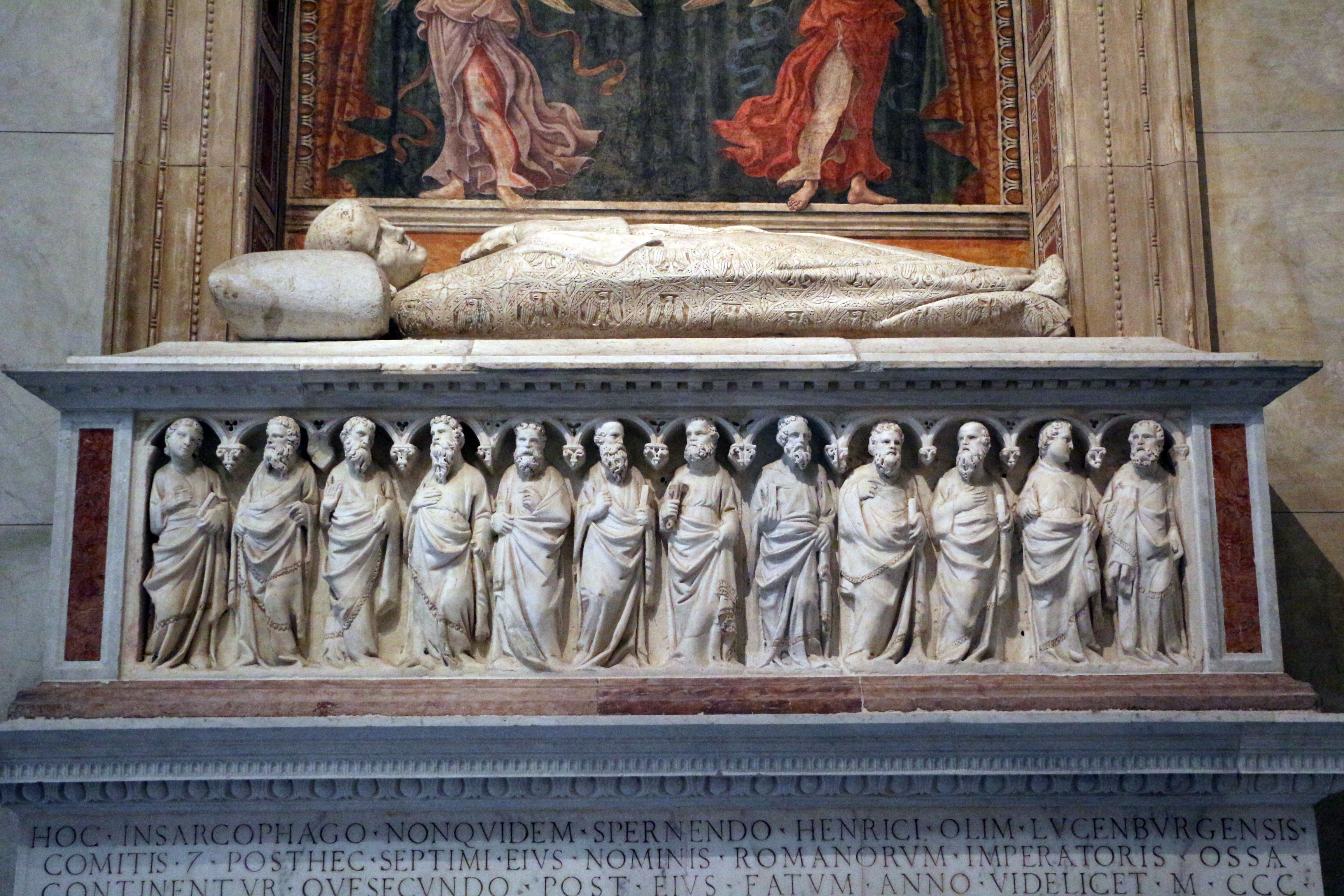
Гробница Генриха VII

Император был похоронен в Пизанском соборе, где в течение двух лет сиенский скульптор Тино да Камаино создал гробницу. Первоначально она размещалась в главной апсиде собора и включала мраморный саркофаг с фигурой императора, окруженный изображениями ангелов и придворных. В дальнейшем гробницу многократно перемещали, и она растеряла большую часть своего скульптурного убранства. Так, в 1494 году её разобрали и поместили в правый трансепт собора. В 1727 году саркофаг со статуей лежащего императора установили над дверью, ведущей в сакристию, а в 1829 — на пизанском кладбище Кампо-Санто. В 1921 году саркофаг вернули на то место, где он был установлен в XV веке, попытавшись воссоздать его облик этого времени. В XIX—XX вв. были обнаружены и идентифицированы фигуры, составлявшие первоначальную композицию Тино да Камаино. В настоящее время они хранятся в музее собора.
Генрих VII не был великим человеком, но твердым, милостивым, восторженным носителем высоких и блестящих идей. Что особенно любопытно для характеристики эпохи, он был антиканонистом. Царствование его имеет универсально-исторический интерес, так как обнаружило живучесть императорской традиции и вместе с тем совершенную неосуществимость её.

## Брак и дети
- Жена: (с 9 июня 1292 года) Маргарита Брабантская (4 октября 1276 — 14 декабря 1311), дочь Жана I Победителя и Маргариты Фландрской. В браке родились:
  - Иоанн (1296—1346) — король Чехии (с 31 августа 1310 года) и титулярный король Польши (с 1310 года)
  - Мария (1304—1324) — супруга короля Франции Карла IV Красивого (с 21 сентября 1322 года)
  - Беатриса (1305—1319) — супруга короля Венгрии Карла Роберта (с 24 июня 1318 года)